# Coptodon
Coptodon es un género de peces de agua dulce de la familia de los cíclidos. Sus 31 especies habitan en aguas templado-cálidas y cálidas de África y Oriente Medio. Algunas de ellas son denominadas comúnmente tilapias, siendo empleadas en piscicultura para aprovechar su carne, por lo que fueron diseminadas en zonas cálidas de todo el mundo, transformándose, al escapar a los ambientes silvestres, en peligrosas especies invasivas.

## Taxonomía
Descripción original
Este género fue descrito originalmente en el año 1853 por el paleontólogo y entomólogo francés Paul Gervais para incluir a Acerina zillii (hoy Coptodon zillii) —su especie tipo por monotipia—, la que el mismo sabio había descrito en 1848.
Historia taxonómica y relaciones filogenéticas
Durante mucho tiempo sus especies fueron incluidas conformando un subgénero dentro del género Tilapia, hasta que en 2013 los científicos Andreas R. Dunz y Ulrich K. Schliewen lo elevaron nuevamente al nivel genérico.
El propio género conformaría una tribu monogenérica: Coptodonini.

### Subdivisión

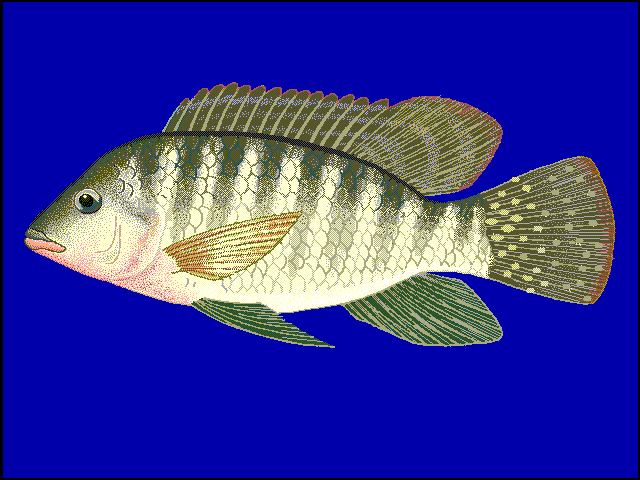
Coptodon zillii.

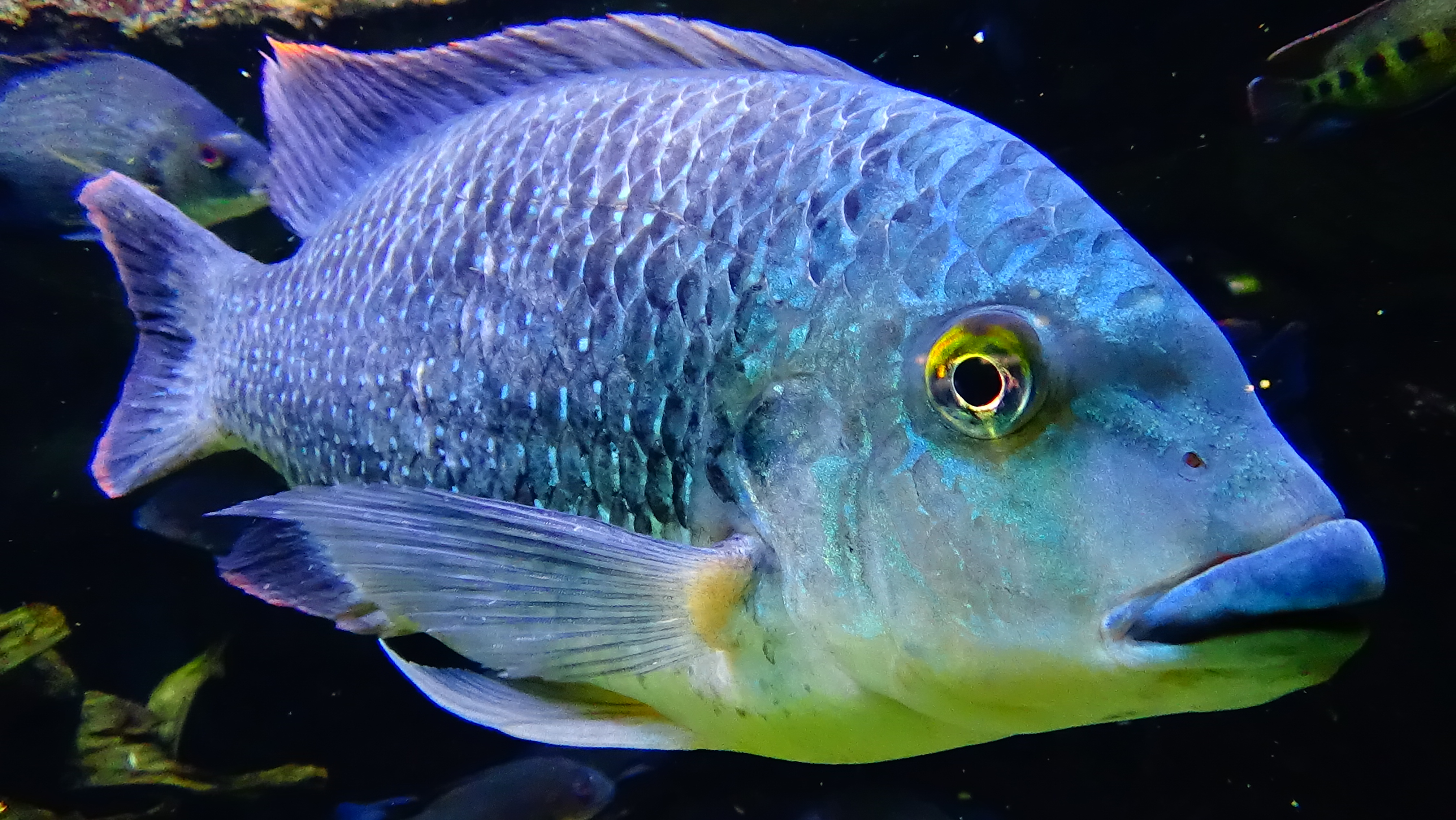
Coptodon louka.

Este género se subdivide en 31 especies ya descritas aunque se sospecha que su diversidad es aún mayor.
- Coptodon bakossiorum (Stiassny, Schliewen & Dominey, 1992)
- Coptodon bemini (Thys van den Audenaerde, 1972)
- Coptodon bythobates (Stiassny, Schliewen & Dominey, 1992)
- Coptodon cameronensis (Holly, 1927)
- Coptodon camerunensis (Lönnberg, 1903)
- Coptodon coffea (Thys van den Audenaerde, 1970)
- Coptodon congica (Poll & Thys van den Audenaerde, 1960)
- Coptodon dageti (Thys van den Audenaerde, 1971)
- Coptodon deckerti (Thys van den Audenaerde, 1967)[7]
- Coptodon discolor (Günther, 1903)
- Coptodon ejagham (Dunz & Schliewen, 2010)[7]
- Coptodon flava (Stiassny, Schliewen & Dominey, 1992)
- Coptodon fusiforme (Dunz & Schliewen, 2010)[7]
- Coptodon guineensis (Günther, 1862)
- Coptodon gutturosa (Stiassny, Schliewen & Dominey, 1992)
- Coptodon imbriferna (Stiassny, Schliewen & Dominey, 1992)
- Coptodon ismailiaensis (Mekkawy, 1995)
- Coptodon konkourensis (Dunz & Schliewen, 2012)
- Coptodon kottae (Lönnberg, 1904)
- Coptodon louka (Thys van den Audenaerde, 1969)
- Coptodon margaritacea (Boulenger, 1916)
- Coptodon nigrans (Dunz & Schliewen, 2010)[7]
- Coptodon nyongana (Thys van den Audenaerde, 1971)
- Coptodon rendalli (Boulenger, 1897)
- Coptodon rheophila (Daget, 1962)
- Coptodon snyderae (Stiassny, Schliewen & Dominey, 1992)
- Coptodon spongotroktis (Stiassny, Schliewen & Dominey, 1992)
- Coptodon tholloni (Sauvage, 1884)
- Coptodon thysi (Stiassny, Schliewen & Dominey, 1992)
- Coptodon walteri (Thys van den Audenaerde, 1968)
- Coptodon zillii (Gervais, 1848)

## Conservación
Son muchas las especies de este género que poseen geonemias pequeñas y varias de ellas están en algunas de las categorías de amenazas a su supervivencia, por ejemplo 9 especies endémicas del lago Bermin y 4 endemismos del lago Ejagham, ambos en Camerún.

## Especies domesticadas e invasivas

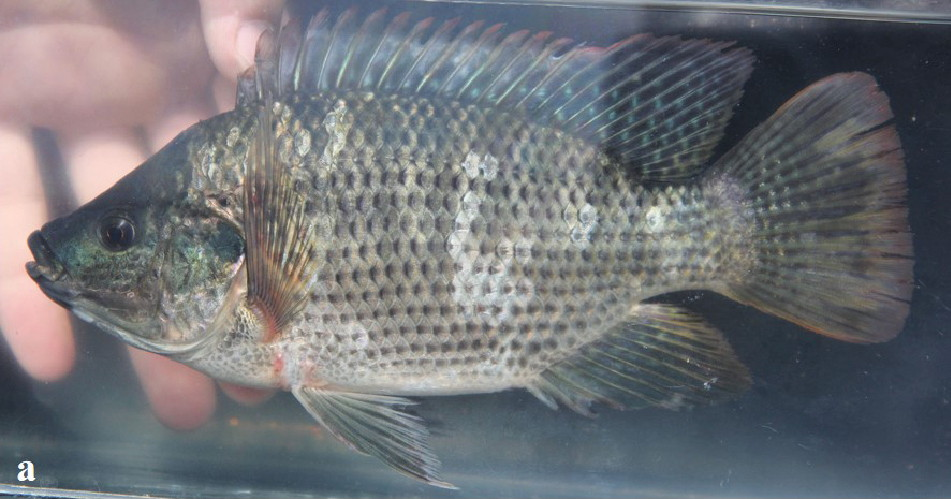
Coptodon zillii

Tanto Coptodon rendalli como C. zillii son multiplicadas en establecimientos de piscicultura de las regiones cálidas de todo el mundo dado su robustez, veloz crecimiento, calidad de su carne, etc. Lamentablemente, como es frecuente en estas metodologías productivas, estos establecimientos no poseen sistemas para evitar completamente las fugas, por lo que suelen escapar al medio silvestre y, gracias a su adaptabilidad, resistencia y elevadas tasas de reproducción, se transforman en peligrosos peces invasivos, casi imposibles de erradicar y con alto impacto negativo para las especies nativas de los ecosistemas que logran colonizar.